# Нагучев, Абрек Джанболетович
Абрек Джанболетович Нагучев (род. 13 апреля 2002) — российский дзюдоист, чемпион России, мастер спорта России международного класса по дзюдо (2022). Серебряный призёр юношеских Олимпийских игр 2018 года. Живёт в Туапсе.

## Биография
Черкес по национальности. Воспитывается и тренируется у своего отца заслуженного тренера России по дзюдо Джанболета Нагучева.  
В 2018 году на юношеских Олимпийских играх в Буэнос-Айресе, Абрек стал обладателем серебряной медали в категории до 66 кг. В финале уступил азербайджанцу Вугару Талыбову. 
В 2019 году праздновал победу на первенстве мира среди спортсменов не старше 18 лет. Бронзовый призёр первенства Европы 2020 года среди спортсменов до 21 года. 
В октябре 2021 года стал чемпионом мира среди юниоров, турнир проходил в Италии. 
В 2022 году на чемпионате России, который состоялся в Екатеринбурге в октябре-ноябре, в категории до 66 килограммов, завоевал золотую медаль. В финале победил именитого спортсмена из Дагестана Абдулу Абдулжалилова.
На чемпионате мира 2023 года в Дохе, принимал участие в соревнованиях в весовой категории до 66 кг. Уступил во втором раунде монгольскому спортсмену Ёндонпэрэнлэйн Басху. В марте 2025 года победил на турнире Большой шлем в Тбилиси в привычной для себя весовой категории до 66 кг.

## Спортивные результаты
- Бронзовый призёр Юношеское Первенство Европы в литовском Каунасе 2017[7] — ;
- Победитель первенств России 2016[8] ,2017 ,2018 , 2023[9] — ;
- Бронзовый призёр первенства мира 2017[10][11] — ;
- Летние юношеские Олимпийские игры 2018 года[12][13]— ;
- Победитель первенства Европы 2018 Босния и Герцеговина — ;
- Чемпионат мира по дзюдо среди спортсменов до 18 лет 2019 года[14] — ;
- Чемпионат Европы по дзюдо среди спортсменов до 21 года 2020 года[15]— ;
- Чемпион мира по дзюдо среди юниоров 2021 года[16] — ;
- Чемпионат России по дзюдо 2022 года[17] — .
- Дзюдо на Всероссийской спартакиаде 2022 — ;
- Чемпионат России по дзюдо 2024 — ;